# Tramezzino

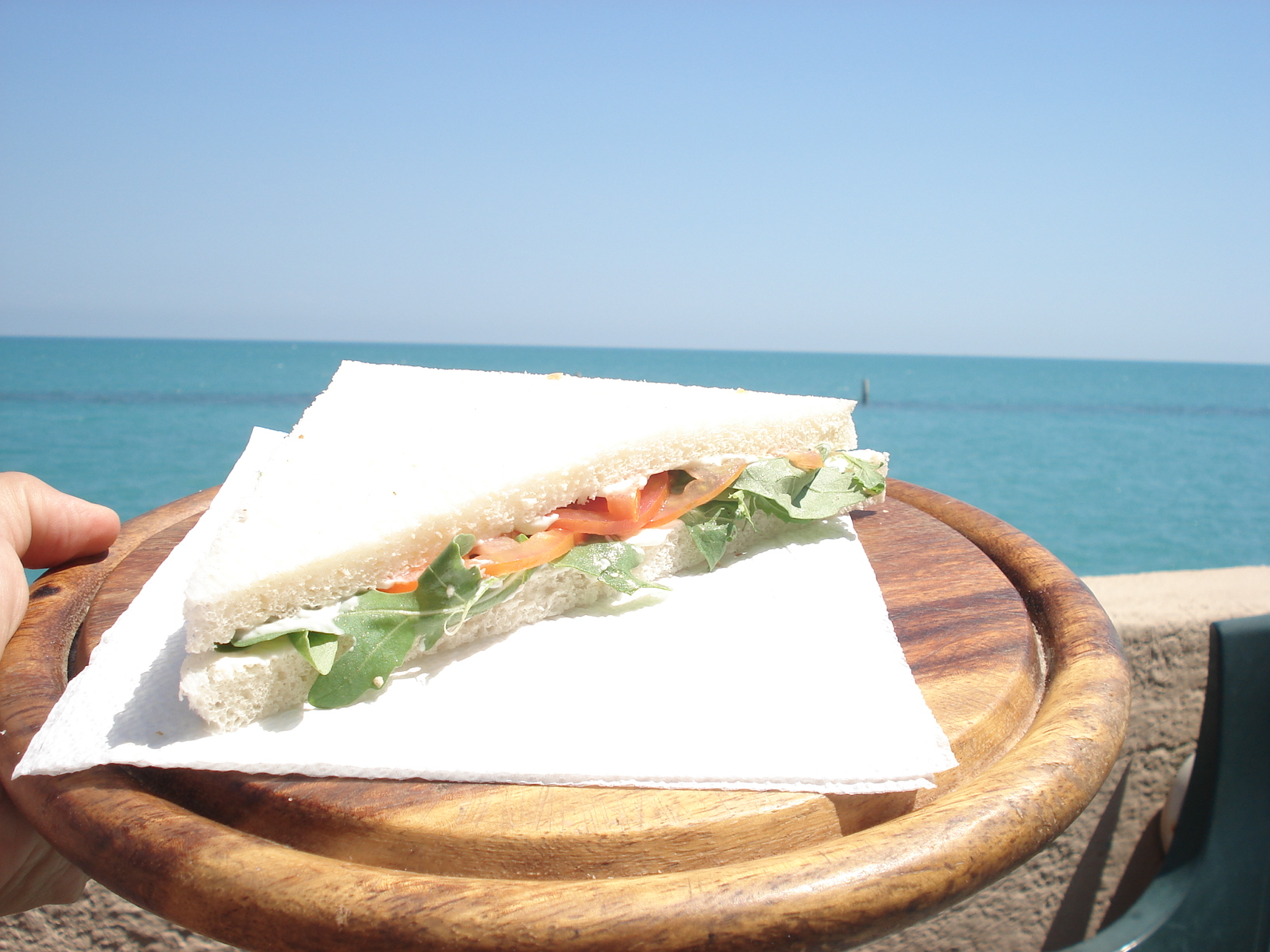
Tramezzino

Tramezzini (Plural von tramezzino, Verkleinerungsform von ital. tramezzo, „dazwischen“, „mittendrin“) sind belegte Scheiben von Weißbrot und eine Variante der Sandwichs, die in Turin ihren Ursprung haben, aber in ganz Italien verbreitet sind. Vielfach sind sie inzwischen auch in Österreich, der Schweiz und in Deutschland zu finden.
Das verwendete Weißbrot ist dem Toastbrot ähnlich, aber feinporiger, weicher und ohne Rinde. Tramezzini werden in Dreiecke geschnitten mit jeweils einer Scheibe unten, dem Belag und einer Scheibe oben. Sie werden auch manchmal in Rollen angeboten, wobei die Füllung eingerollt wird. Die Variationen des Belages sind fast unbegrenzt und reichen von verschiedenen Salaten mit Mayonnaise über Schinken und Käse bis zu gekochten Pilzen, Meeresfrüchten und Gemüsen.
Tramezzini werden in Italien als kleine Zwischenmahlzeit in Bars und Raststätten verkauft, sind aber auch manchmal als Antipasti in Restaurants erhältlich. Normalerweise werden sie vorgefertigt gekühlt angeboten; manche Sorten werden auf Wunsch vor dem Verzehr getoastet.